# Васильченко, Николай Михайлович
Николай Михайлович Васильченко (укр. Микола Михайлович Васильченко; 18 мая 1923, Люботин, Харьковская губерния — 1988) — советский украинский учёный-правовед, специалист в области гражданско-правовых наук. Кандидат юридических наук (1953), доцент (1960). Участник Великой Отечественной войны. Работал в Харьковском юридическом институте, где в 1962—1965 годах был деканом дневного отделения, а в 1967—1972 годах — заведующим кафедрой гражданского процесса.

## Биография
Николай Васильченко родился 18 мая 1923 года в Люботине Харьковской губернии. Среднее образование получил в местной школе, которую окончил в 1941 году с отличием. В конце июля того же года был призван в Красную армию, служил в 559-м артиллерийском полку 47-й стрелковой дивизии. Был командиром отделения, позже стал сержантом и командиром орудия. Принимал участие в боях Великой Отечественной войны на Калининском и 1-м Прибалтийском фронтах.
В ноябре 1945 года Николай Васильченко был демобилизован, и в следующем году поступил в Харьковский юридический институт. В 1950 году с отличием окончил этот вуз и был зачислен в аспирантуру в нём же на кафедру гражданского права и гражданского процесса. Там его учителями стали профессора Соломон Вильнянский и Михаил Гордон. В 1953 году он окончил аспирантуру и тогда же в Харьковском юридическом институте имени Л. М. Кагановича под научным руководством профессора М. В. Гордона защитил диссертацию на соискание учёной степени кандидата юридических наук по теме «Защита интересов советского государства при переходе к нему наследственного и бесхозяйственного имущества». Официальным оппонентом на защите этой работы был доцент А. А. Пушкин.
После защиты кандидатской диссертации был принят на работу в Харьковский юридический институт на должность ассистента объединённой кафедры гражданского права и гражданского процесса. В 1960 году ему было присвоено учёное звание доцента. На протяжении трёх лет, начиная с 1962 года, избирался деканом дневного отделения института. В 1967 году объединённая кафедра была разделена на две — кафедру гражданского права и кафедру гражданского процесса, Васильченко возглавил последнюю. В период его руководства научно-преподавательский состав кафедры начал заниматься исследованием институтов гражданского права, а сам Васильченко в некоторых своих трудах исследовал право ответчика на защиту в суде.
Кроме научной и педагогической работы, Васильченко занимался подготовкой учёных-правоведов. В частности, под его руководством кандидатские диссертации защитили Т. Н. Губарь (1974), Е. Г. Пушкар (1968), В. И. Тертышников (1972), А. Д. Черниговский (1973).
Николай Михайлович  скончался в 1988 году.

## Награды
Николай Михайлович был награждён орденами Отечественной войны II степени (6 ноября 1985) и Красной Звезды (22 декабря 1944), а также медалями «За отвагу» (26 июня 1944), «За боевые заслуги» (29 декабря 1943), «За победу над Германией в Великой Отечественной войне 1941—1945 гг.», «Ветеран труда», «За доблестный труд. В ознаменование 100-летия со дня рождения Владимира Ильича Ленина», «Двадцать лет Победы в Великой Отечественной войне 1941—1945 гг.», «Тридцать лет Победы в Великой Отечественной войне 1941—1945 гг.» и «50 лет Вооружённых Сил СССР».